# Gerhard Abstreiter
Gerhard Abstreiter (geboren am 27. November 1946 in Allershausen) ist ein deutscher Halbleiterphysiker und emeritierter Hochschullehrer der Technischen Universität München (TUM).

## Biographie
Gerhard Abstreiter besuchte das Josef-Hofmiller-Gymnasium Freising. Nach bestandener Hochschulreife-Prüfung 1968 studierte er an der Technischen Universität München Physik und war einer der ersten Studierenden am neu gegründeten Physik-Department in Garching. 1973 schloss er das Physik-Studium mit dem  Diplom-Examen ab. In den darauf folgenden zwei Jahren bereitete er an der TU München als erster Doktorand am Lehrstuhl für Halbleiterphysik seine Dissertation vor. 1975 promovierte er dort mit dem Thema  Far-infrared cyclotron resonance in silicon inversion layers im Bereich der Halbleiterphysik bei Frederick Koch.
Von 1975 bis 1979 war Abstreiter als wissenschaftlicher Mitarbeiter am Max-Planck-Institut für Festkörperforschung in Stuttgart und Grenoble tätig. Von 1979 bis 1987 wirkte er als Arbeitsgruppenleiter am physikalischen Institut der TU München. Während dieser Tätigkeit wurde er 1984 mit einer Arbeit zur experimentellen Physik habilitiert. Im Zeitraum 1986/1987 hielt er sich für vier Monate als Gastprofessor an der Universität Innsbruck auf. Seit 1987 war er ordentlicher Professor am physikalischen Institut sowie Direktor des Walter-Schottky-Institut der TU München, das durch ihn 1988 gegründet wurde. 1995 folgten eine viermonatige Gastprofessur an der University of California, Santa Barbara, Vereinigte Staaten, sowie 2000 jeweils zweimonatige Gastprofessuren an der Columbia University,  New York, USA, und an der Universität Tokio, Japan.
Seit 2006 war Gerhard Abstreiter Mitglied bei der Nanosystems Initiative Munich (NIM). 2010 wurde er Carl von Linde Senior Fellow und seit 2013 Direktor des Institute for Advanced Study der TUM. Seit April 2015 befindet er sich im Ruhestand.
Während seiner Zeit an der Technischen Universität hat Abstreiter über 90 Doktoranden und hunderte Diplomanden bei ihrer wissenschaftlichen Arbeit betreut. Er ist verheiratet und hat zwei Kinder sowie mehrere Enkelkinder.

## Forschungsgebiete
Abstreiter forschte vor allem über die Physik und Technologie niedrigdimensionaler Halbleitersysteme auf der Basis von Silicium und Galliumarsenid. Er entwickelt neuartige Bauelemente auf der Basis von Quanteneffekten, hierzu leistet er Grundlagenforschung zu den strukturellen, elektronischen und optischen Eigenschaften von Halbleiter-Nanostrukturen wie Quantenpunkten und -drähten, um sie für die Umsetzung in höchstreinen Hetero- und Nanostrukturen umzusetzen. Durch seine Arbeit begründete Abstreiter das Gebiet der niederdimensionalen Elektronensysteme. Durch ihn gelangen die ersten Bestimmungen der Ladungsträgereigenschaften in Silicium-MOS-Systemen sowie die Entdeckung, dass sich in Silicium-Germanium durch Verspannung hochbewegliche Elektrongase erzeugen lassen. Er konnte zudem den ersten spektroskopischen Nachweis der diskreten Schalenstruktur der Elektronen und Exzitonen erbringen.
Der durch seine Arbeit ermöglichte Heterostruktur-Feldeffekt-Transistor wird als rauscharmer Vorverstärker vor allem in Satellitenantennen und Mobiltelefonen eingesetzt. Zusammen mit Forschungskollegen vom Max-Planck-Institut für Festkörperforschung in Stuttgart konnte seine Arbeitsgruppe 2002 erstmals die Spin-Wechselwirkung zwischen Elektronen und Atomkernen in einem Halbleiter ausschließlich durch elektrische Messungen bestimmen und ihm gelang die Realisierung von Hetero-Nanodrähten. Er arbeitete zudem auch an der Manipulation von DNA auf Goldoberflächen sowie an der Entwicklung halbleiterbasierender Bauteile zur Anwendung in der Biosensorik und der molekularen Elektronik.

## Auszeichnungen
- 1986: Walter-Schottky-Preis der Deutschen Physikalischen Gesellschaft
- 1987: Gottfried Wilhelm Leibniz-Preis der Deutschen Forschungsgemeinschaft
- 1991: Fellow der American Physical Society[3]
- 1998: Max-Born-Preis (Max-Born-Medaille der Deutschen Physikalischen Gesellschaft und des Institute of Physics (IoP))
- 2006: Heinz Maier-Leibnitz-Medaille der Technischen Universität München
- 2006: Friedrich Wilhelm Joseph von Schelling-Preis der Bayerischen Akademie der Wissenschaften
- 2007: Mitglied der Bayerischen Akademie der Wissenschaften
- 2007: Mitglied der Deutschen Akademie der Technikwissenschaften (acatech)
- 2014: Stern-Gerlach-Medaille der Deutschen Physikalischen Gesellschaft
- 2015: Aufnahme in die TUM Emeriti of Excellence der Technischen Universität München

## Werke (Auswahl)
Abstreiter hat in seiner Forscherkarriere mehr als 600 Fachartikel publiziert, darunter:
- G. Abstreiter, Atilla Aydinli, J. P. Leburton (Hrsg.): Optical spectroscopy of low dimensional semiconductors (= NATO Science Series E (NSSE). v. 344). Kluwer Academic Publishers, Dordrecht ; Boston 1997, ISBN 978-0-7923-4728-6 (englisch).
- A. Zrenner, E. Beham, S. Stufler, F. Findeis, M. Bichler, G. Abstreiter: Single quantum dot photodiodes: Coherent properties of a two-level system with electric contacts. Nature 418, 2002; S. 612–614.
- M. Kroutvar, Y. Ducommun, D. Heiss, M. Bichler, D. Schuh, G. Abstreiter, J.J. Finley: Optically programmable electron spin memory using semiconductor quantum dots. Nature 432, 2004; S. 81–84.
- H.J. Krenner, M. Sabathi, E.C. Clark, A. Kress, D. Schuh, M. Bichler, G. Abstreiter, J.J. Finley: Direct observation of controlled coupling in an individual quantum dot molecule. Phys. Rev. Lett. 94, 2005; S. 057402.
- A. Fontcuberta i Morral, D. Spirkoska, J. Arbiol, M. Heigoldt, J.R. Morante, G. Abstreiter: Prismatic quantum heterostructures synthesized on molecular-beam epitaxy GaAs nanowires Small 4, 2008; S. 899
- U. Rant, K. Arinaga, S. Scherer, E. Pringsheim, S. Fujita, N. Yokoyama, G. Abstreiter: Switchable DNA interfaces for the highly sensitive detection of label-free DNA targets. PNAS 104, 2007; S. 17364–17369.
- Gerhard Abstreiter: Die Dimension macht den Unterschied. In: Physik Journal. Band 13, Nr. 8/9, 2014 (pro-physik.de).

## Belege
1. 1 2  TUM Emeritus of Excellence Gerhard Abstreiter: „Ich wollte das Universum verstehen“ auf community.tum.de, abgerufen am 13. August 2023.
2. 1 2 3 4 5 6  Gerhard Abstreiter, TUM Emeriti of Excellence. Abgerufen am 13. August 2023.
3. ↑  APS Fellow Archive. Abgerufen am 7. April 2020.